# San Cristóbal de Las Casas
San Cristóbal de Las Casas es una ciudad mexicana, sede del poder administrativo del Municipio homónimo, ubicada en la Región de Los Altos en el estado de Chiapas a aproximadamente 2,200 metros sobre el nivel del mar. Es la ciudad más importante de la Región de Los Altos de Chiapas y la tercera más poblada de Chiapas, detrás de la capital del estado Tuxtla Gutiérrez y la ciudad de Tapachula.
Fue la capital del estado de Chiapas hasta el 11 de agosto de 1892, fecha en que, tras cuatro ocasiones de transferir los poderes estatales entre una ciudad y otra por tensiones entre grupos liberales y conservadores, perdió definitivamente el título en favor de San Marcos Tuchtla (actual Ciudad de Tuxtla Gutiérrez).
En la actualidad es una ciudad cosmopolita considerada por muchos como la capital cultural de Chiapas, además de ser la principal localidad turística del Estado. 
En 2003, fue incluida en el programa Pueblos Mágicos por la Secretaría de Turismo (Sectur) de México, por su patrimonio arquitectónico y manifestaciones culturales. En 2010 y 2011, se le otorgó de manos del Presidente de la República, el reconocimiento a la "Diversificación del Producto Turístico Mexicano", con lo que se consolidó como "El Más Mágico de los Pueblos Mágicos de México".
La población de la ciudad según el censo INEGI 2020 fue de 183 509 personas, siendo esta el 86 % de la población total del municipio. La ciudad se encuentra en la región de Los Altos de Chiapas[cita requerida], a una altitud de más de 2200 m s. n. m. Las temperaturas en la región suelen ser templadas, con lluvias muy abundantes en verano y esporádicas en invierno. Las montañas que rodean la ciudad se encuentran cubiertas de bosques de coníferas y bosques de niebla. 
La ciudad fue fundada por el conquistador español Diego de Mazariegos y un conjunto de colonos de diversos orígenes (españoles, mexicas, tlaxcaltecas y mayas)[cita requerida] en 1528 con el nombre de Villa Real de Chiapa, en tierras que obtuvieron tras derrotar victoriosamente a los tsotsiles. Durante la Colonia, la ciudad fue cabecera del poder español en la intendencia real de Chiapas.[cita requerida] Con un carácter conservador,[cita requerida] San Cristóbal de Las Casas apoyó a la Corona española, la anexión mexicana de Chiapas y los regímenes conservadores durante el siglo XIX, incluyendo el porfiriato.

## Geografía

### Colindancias
| Noroeste: San Juan Chamula | Norte: San Juan Chamula | Nordeste: Tenejapa |
| Oeste: Zinacantán          |                         | Este: Huixtán      |
| Suroeste: San Lucas        | Sur: Totolapa           | Sureste: Teopisca  |

### Localidades
Algunas de las localidades principales son:
- Ciudad de San Cristóbal de Las Casas (Cabecera municipal): 16°44′N 92°38′O / 16.733, -92.633, 2113 m s. n. m., 56 km de distancia por la autopista de cuota y 83 km de distancia de Tuxtla Gutiérrez por la carretera libre.
- La Candelaria: 16°42′N 92°32′O / 16.700, -92.533, a 2320 m s. n. m.
- San Antonio del Monte: 16°45′N 92°31′O / 16.750, -92.517, a 2360 m s. n. m.
- Mitzitón: 16°39′N 92°33′O / 16.650, -92.550, a 2380 m s. n. m.
- San José Yashitinín: 16°39′N 92°27′O / 16.650, -92.450, a 2350 m s. n. m.

### Clima
La mayor parte del año el clima de la ciudad es templado.
Los climas que presenta el municipio son:
- Acw2, semicálido subhúmedo con lluvias en verano, de mayor humedad, que abarca el 13,61 % de la superficie municipal.
- C(m), templado húmedo con abundantes lluvias en verano, que abarca el 4,62 % de la superficie municipal.
- C(w2), templado subhúmedo con lluvias en verano, de mayor humedad, que abarca el 81,76 % de la superficie municipal.

| Parámetros climáticos promedio de San Cristóbal de las Casas, Chiapas (2113 msnm), Normales (1991-2020) | Parámetros climáticos promedio de San Cristóbal de las Casas, Chiapas (2113 msnm), Normales (1991-2020) | Parámetros climáticos promedio de San Cristóbal de las Casas, Chiapas (2113 msnm), Normales (1991-2020) | Parámetros climáticos promedio de San Cristóbal de las Casas, Chiapas (2113 msnm), Normales (1991-2020) | Parámetros climáticos promedio de San Cristóbal de las Casas, Chiapas (2113 msnm), Normales (1991-2020) | Parámetros climáticos promedio de San Cristóbal de las Casas, Chiapas (2113 msnm), Normales (1991-2020) | Parámetros climáticos promedio de San Cristóbal de las Casas, Chiapas (2113 msnm), Normales (1991-2020) | Parámetros climáticos promedio de San Cristóbal de las Casas, Chiapas (2113 msnm), Normales (1991-2020) | Parámetros climáticos promedio de San Cristóbal de las Casas, Chiapas (2113 msnm), Normales (1991-2020) | Parámetros climáticos promedio de San Cristóbal de las Casas, Chiapas (2113 msnm), Normales (1991-2020) | Parámetros climáticos promedio de San Cristóbal de las Casas, Chiapas (2113 msnm), Normales (1991-2020) | Parámetros climáticos promedio de San Cristóbal de las Casas, Chiapas (2113 msnm), Normales (1991-2020) | Parámetros climáticos promedio de San Cristóbal de las Casas, Chiapas (2113 msnm), Normales (1991-2020) | Parámetros climáticos promedio de San Cristóbal de las Casas, Chiapas (2113 msnm), Normales (1991-2020) |
| Mes | Ene. | Feb. | Mar. | Abr. | May. | Jun. | Jul. | Ago. | Sep. | Oct. | Nov. | Dic. | Anual                                                                                                   |
| --- | --- | --- | --- | --- | --- | --- | --- | --- | --- | --- | --- | --- | --- |
| Temp. máx. abs. (°C)                                                                                    | 28.5 | 30 | 31 | 31 | 31 | 28 | 33.5 | 29 | 28 | 31.5 | 30 | 33.5 | 33.5 |
| Temp. máx. media (°C)                                                                                   | 20.9 | 22.0 | 23.2 | 24.0 | 23.1 | 22.0 | 22.4 | 22.4 | 21.9 | 21.5 | 21.0 | 20.5 | 22.1 |
| Temp. media (°C)                                                                                        | 13.0 | 13.6 | 14.9 | 16.2 | 16.8 | 16.9 | 16.6 | 16.8 | 16.7 | 16.0 | 14.4 | 13.4 | 15.4 |
| Temp. mín. media (°C)                                                                                   | 5.1 | 5.3 | 6.6 | 8.5 | 10.5 | 11.9 | 10.8 | 11.2 | 11.5 | 10.4 | 7.9 | 6.3 | 8.8 |
| Temp. mín. abs. (°C)                                                                                    | -5.5 | -6 | -7.5 | -2 | 3.5 | 2.5 | 2.4 | 1.2 | 4.5 | 0.5 | -5 | -2.4 | -7.5 |
| Precipitación total (mm)                                                                                | 9.9 | 9.1 | 16.0 | 37.1 | 141.1                                                                                                   | 234.0                                                                                                   | 140.1                                                                                                   | 180.3                                                                                                   | 228.7                                                                                                   | 106.2                                                                                                   | 32.3 | 9.2 | 1144.0                                                                                                  |
| Días de precipitaciones (≥ 1 mm)                                                                        | 4.4 | 4.8 | 5.0 | 7.6 | 16.1 | 21.9 | 17.3 | 19.3 | 22.8 | 16.9 | 9.6 | 2.9 | 148.6                                                                                                   |
| Fuente: Comisión Nacional del Agua                                                                      | | | | | | | | | | | | | |

- Temperatura máxima: 40 °C (Jun 1931)
- Temperatura mínima: -8 °C (Mar 1991)
- Temperatura media anual 15.1 °C.

El mes más cálido es marzo y su temperatura promedio no rebasa los 21 °C. El mes más frío es enero con temperaturas promedio menores a 11 °C.
La precipitación pluvial varía según las áreas municipales, siendo superior a los 1100 mm anuales. La temporada normal de lluvias se extiende desde mayo hasta la segunda semana de octubre. Normalmente, los meses más lluviosos son junio y septiembre. Durante septiembre y octubre abundan las lluvias copiosas que duran más de 24 horas debido a la temporada de huracanes que rozan el municipio, pero no lo afectan notablemente. El período de heladas frecuentes y notables abarca desde noviembre hasta marzo.

### Fisiografía

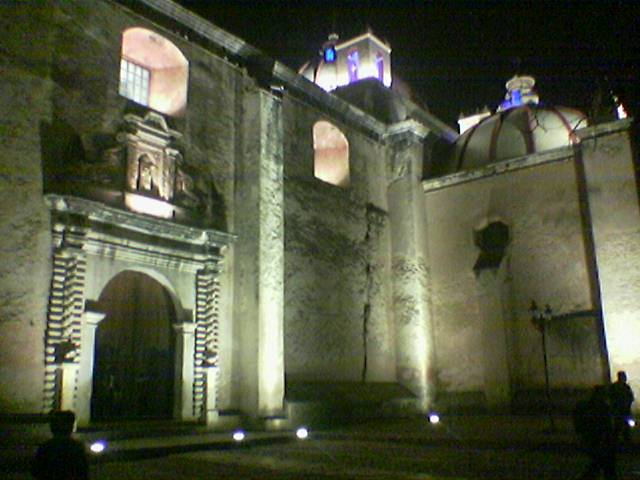
Vista Nocturna del Templo de Santo Domingo.

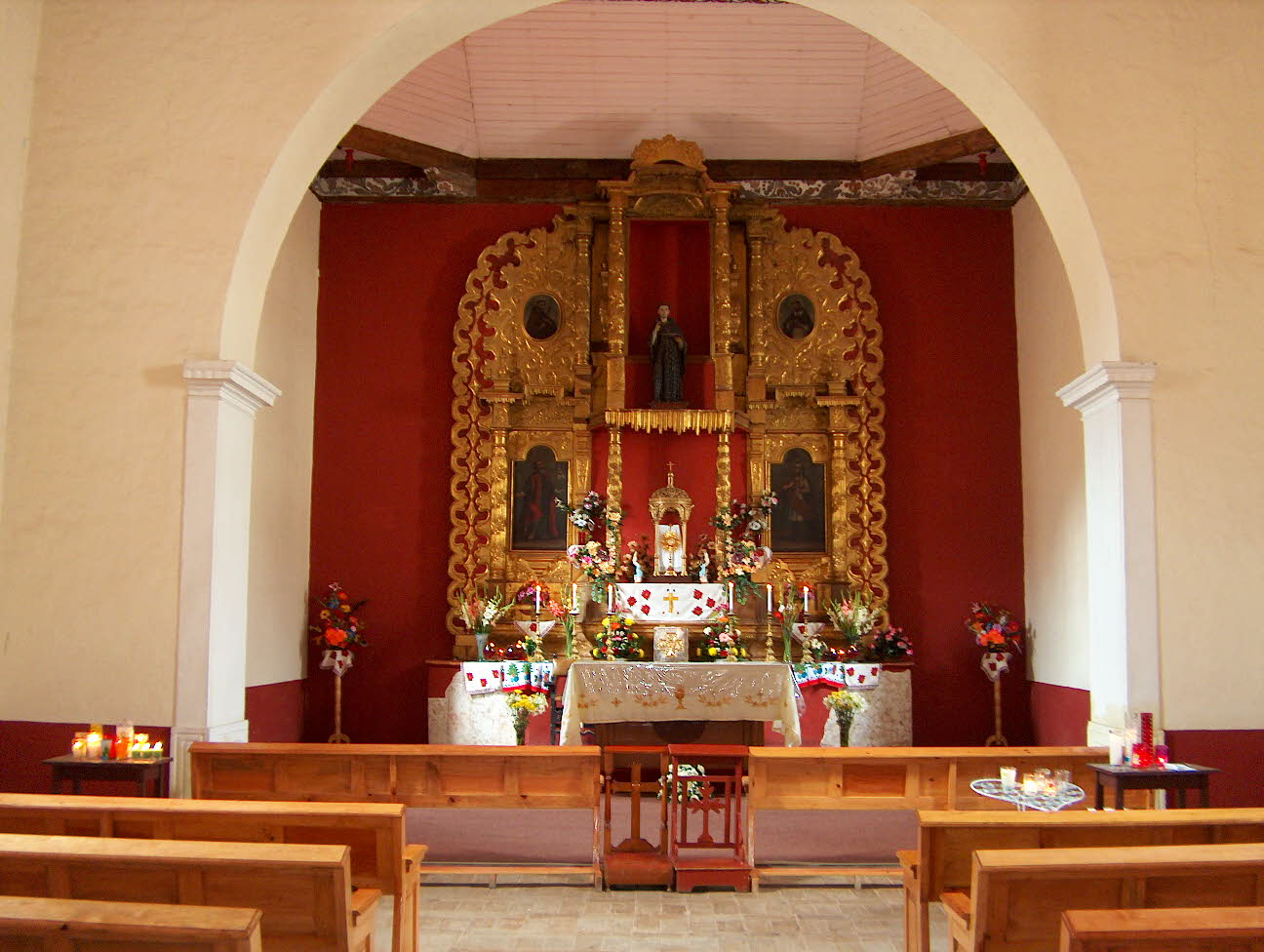
Interior del Templo de San Nicolás.

El municipio se ubica en la región fisiográfica "Bloque, macizo o altiplano central", una de las siete regiones naturales en que se encuentra dividido el estado de Chiapas.
El 70 % de la superficie municipal se conforma de áreas accidentadas, el resto de áreas planas y semiplanas. Su suelo se caracteriza por ser delgado y pedregoso. En las partes bajas de sus valles hay tierra negra, suelos arcillosos de color ocre y amarillo en las vegas de sus ríos, con aluviones oscuros. La presencia de los vientos alisios se manifiesta en bajas temperaturas, nublados y ligeras lloviznas.

### Hidrografía
Las principales corrientes del municipio son: Los ríos Amarillo, Fogótico y San Felipe; los arroyos Peje de Oro y Ojo de Agua. Del Valle de San Cristóbal cuya vocación es lacustre desembocan en los sumideros, conductos por donde penetran al subsuelo, volviendo a la superficie en el municipio de San Lucas para formar el Río Frío. Otros recursos son las lagunas Chapultepec y de Cochi.
Cuenta con Humedales de Montaña entre los que destacan el “María Eugenia” y “La Kisst”, decretados el 2 de febrero de 2008 como áreas naturales protegidas, bajo la categoría de zona sujetas a conservación ecológica, además de que el segundo ha sido considerado y reconocido Sitio Ramsar.

### Geología
El municipio se compone de: suelo aluvial del período cuaternario; roca toba intermedia, roca limonita-arenisca y roca volcanoclástica, las tres del período terciario; y piedra caliza del período cretácico.
La composición de suelo más abundante es la piedra caliza y la menos abundante es la roca toba intermedia.

### Flora
La vegetación municipal es de bosque pino-encino. Parte del territorio municipal abarca la reserva privada Cerro Huitepec y la zona sujeta a conservación ecológica Rancho Nuevo.
Las especies más comunes del municipio son: coleto, jabnal, madrón, laurel, sangre de dragón, pinabete, manzanita, manzano, cantulan, alcanfor, cushpebul, cerezo, chale, chirimoya, chilca, ciprés, encino, pino, romerillo, roble, sabino, camarón, cupapé, cepillo, huizache, guaje, ishcanal, mezquite, y nanche.

### Fauna
El municipio cuenta con 368 especies. Las más comunes son: Culebra ocotera, nauyaca del frío, picamadero ocotero, gavilán golondrino, jabalí, ardilla voladora, murciélago, zorrillo espalda blanca, venado de campo, cantil, boa, nauyaca falsa, iguana de roca, iguana de ribera, chachalaca olivácea, correcaminos, mochuelo rayado, gavilán, coliblanco, comadreja, urraca copetona, zorrillo rayado, zorrillo manchado y tlacuache. En el municipio existe una especie relíctica (es decir, única en el mundo) llamada popoyote (Profundulus hildebrandi, Miller 1955), esta información puede ser encontrada en la Universidad de Ciencias y Artes de Chiapas museo de Zoología Escuela de Biología.

## Toponimia

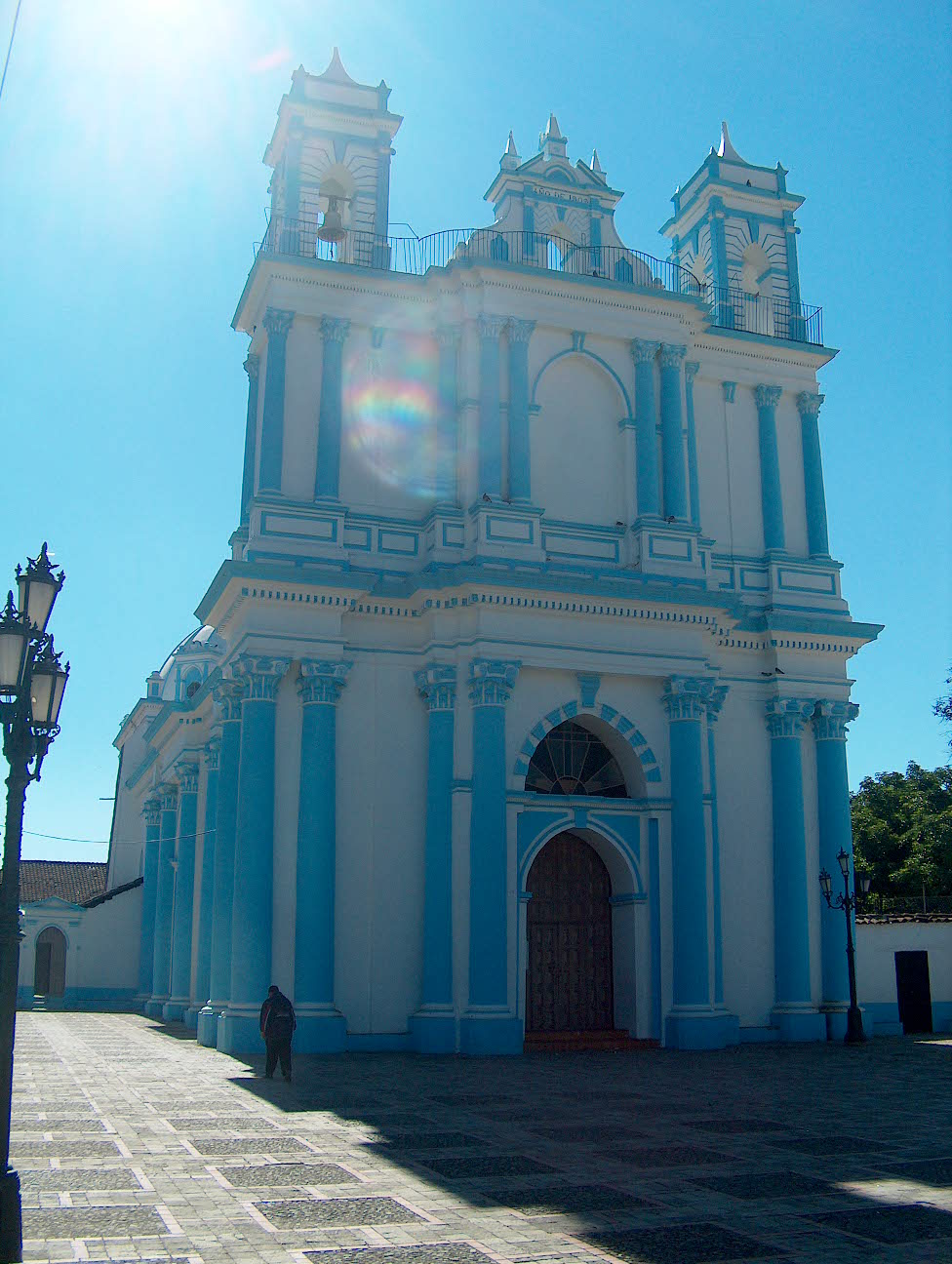
Templo de Santa Lucía.

A lo largo de los años, San Cristóbal de las Casas fue renombrada varias veces. En la época prehispánica había una comarca que abarcaba el actual "Valle de San Cristóbal" y originalmente se llamaba Job'el ("zacate grande" en lenguas indígenas tsotsil y tseltal). Los mexicas, venidos con los españoles, le llamaron después Hueyzacatlán ("junto al zacate grande" en náhuatl). El 1 de marzo de 1528, el Capitán Diego de Mazariegos, natural de Ciudad Real, España, fundó Villa Real de Chiapa, aunque no fue sino hasta el 31 de marzo de ese mismo año, que los poderes (que se encontraban en Chiapa de los Indios, hoy Chiapa de Corzo) se trasladaron a la actual San Cristóbal de Las Casas, llamándole entonces coloquialmente Chiapa de los Españoles. El 21 de junio de 1529, se le cambió la denominación por la de Villa Viciosa.
El 11 de septiembre de 1531, se optó por el nombre Villa de San Cristóbal de los Llanos, en honor al santo patrono de la localidad, San Cristóbal mártir. El 7 de julio de 1536, se le cambió por el de Ciudad Real de Chiapa. El 27 de julio de 1829, se le modificó la denominación por la de Ciudad de San Cristóbal. El 31 de mayo de 1848, se llamó San Cristóbal de Las Casas, en honor a fray Bartolomé de Las Casas.
El 13 de febrero de 1934, por enésima ocasión se le modificó el nombre por Ciudad Las Casas. El 4 de noviembre de 1943 el Dr. Rafael Pascacio Gamboa a la sazón Gobernador del Estado, le restituyó nuevamente su nombre a San Cristóbal de Las Casas.

## Historia

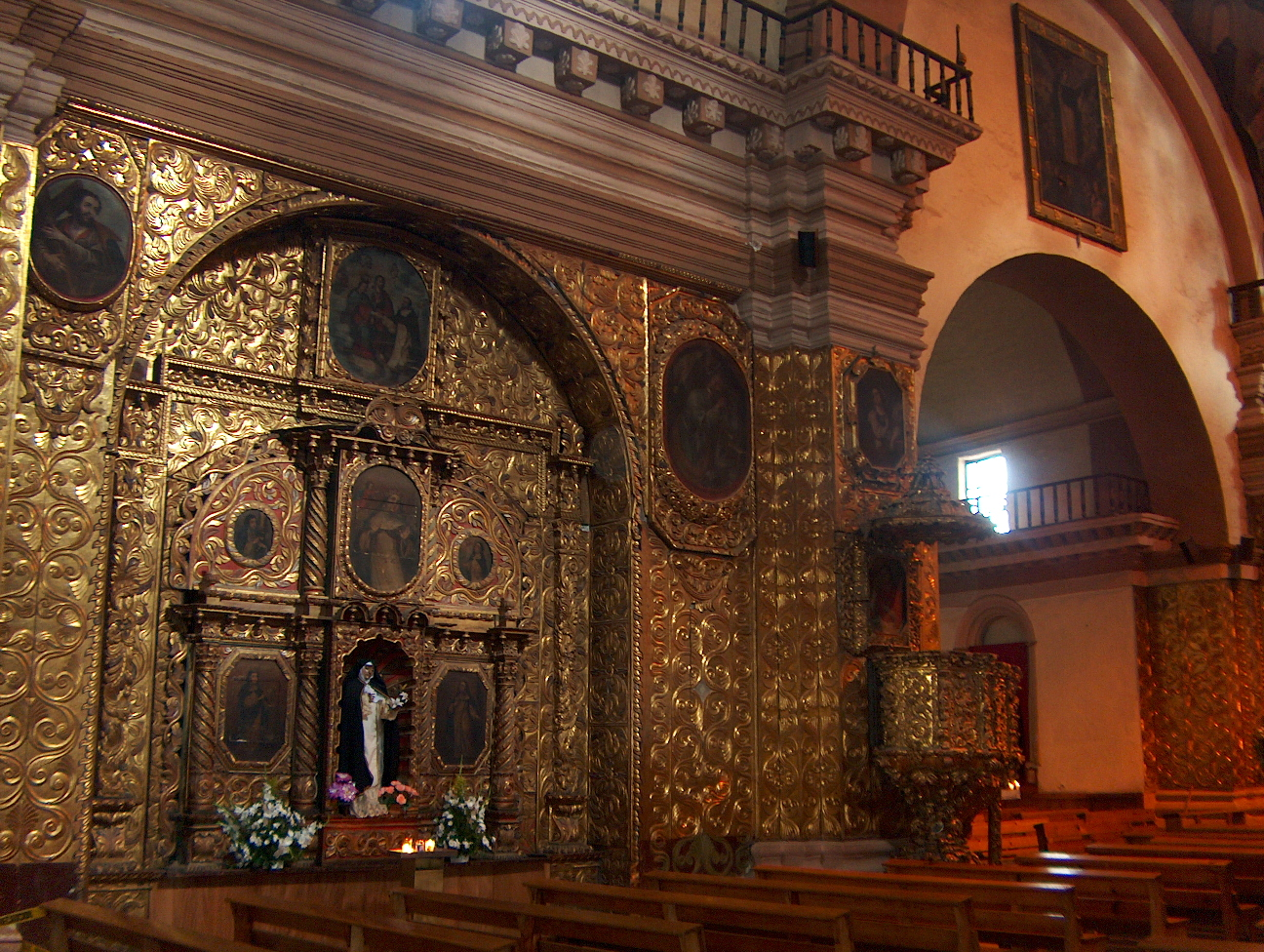
Interior del Templo de Santo Domingo de Guzmán.

El Capitán general y teniente de gobernador Diego de Mazariegos y Porres funda la Villa Real de Chiapa (de procedencia española) el 31 de marzo de 1528, después de haber vencido a los zoques de las montañas del norte y a los chiapanecas, y se convierte en la capital de la provincia de Chiapas.
- El 1 de marzo de 1535 se le concedió un escudo de armas a la Villa de San Cristóbal de los Llanos. (Ver Escudo de San Cristóbal de Las Casas).

- El 7 de julio de 1536 se le otorgó la categoría de ciudad y se le cambió el nombre por el de Ciudad Real de Chiapa.

- En 1543 el fraile y sacerdote dominico Fray Bartolomé de las Casas se convierte en el primer obispo de Chiapa, y se traslada a Ciudad Real.

- En 1577 se creó la Alcaldía mayor de Ciudad Real de Chiapa, designándose como primer Alcalde Mayor a don Juan de Meza.

- El 20 de septiembre de 1786, se creó la Intendencia de Ciudad Real de Chiapas cuya cabecera fue la propia Ciudad Real de Chiapa.

- El 28 de agosto de 1821 la ciudad de Santa María Comitán es la gestora de la independencia de Chiapas y adopta el sistema de gobierno imperial de México y se declara libre e independiente, tanto de la Capitanía General de Guatemala como de España e invita a los demás ayuntamientos chiapanecos hagan lo mismo. Por tal motivo, después de un minucioso análisis de la situación del movimiento de Independencia de México y de la invitación del ayuntamiento de Comitán, las autoridades municipales de Ciudad Real se unen a la independencia de la provincia de Chiapas y participa en su incorporación al naciente imperio mexicano. El 19 de marzo de 1823, la provincia chiapaneca quedó nuevamente independiente.

- El 21 de febrero de 1826 se inauguró la primera universidad chiapaneca, la Universidad Literaria y Pontificia de Chiapas, que funcionó hasta 1872.

- En 1857 se proclama la Constitución Política de Chiapas de 1858 y a los gobiernos federal y del estado. Ese mismo año el guerrillero Juan Ortega ataca a la ciudad de San Cristóbal.

- El 7 de mayo de 1857 los lascasenses huyeron a Comitán al sentir la presencia del capitán Ángel Albino Corzo y sus fuerzas armadas.
- En 1863 se proclama el plan de Yalmús, que desconocía a la Constitución Política de los Estados Unidos Mexicanos.El 24 de enero de 1864 las fuerzas imperialistas fueron expulsadas de San Cristóbal.

Entre Tuxtla Gutiérrez y San Cristóbal de Las Casas hubo una transferencia de los poderes estatales cuatro veces; la primera vez Joaquín Miguel Gutiérrez se los arrebató, para otorgárselos a Tuxtla en 1834, por casi un año; la segunda vez, dejó de ser capital de Chiapas en 1858, por tres años; la tercera vez, en 1864, por 4 años; la cuarta vez dejó de ser la capital definitivamente a partir de 1892, por decisión del gobernador José Emilio Rabasa Estebanell.
- En 1911, importantes finqueros y hacendados de San Cristóbal en alianza con los chamulas, organizaron una insurrección contra Tuxtla Gutiérrez, que duró dos meses, para recuperar los poderes de la capital, fracasando en su lucha.

- En 1915 desaparecen las jefaturas políticas y se crean 59 municipios libres, estando el de San Cristóbal dentro de esta primera remunicipalización con siete delegaciones que fueron San Lucas, Zinacantan, San Felipe Ecatepec, Tenejapa, San Miguel Mitontic, Huixtan y Chanal.

- En 1974, durante el 400 aniversario del nacimiento de Bartólome de las Casas se celebró el Congreso Indígena por parte de la Iglesia diocesana.

- El 1 de enero de 1994 el Ejército Zapatista de Liberación Nacional (EZLN) tomó las instalaciones del Palacio Municipal de la señorial San Cristóbal, también, atacaron el cuartel general de la XXXI Zona Militar con sede en Rancho Nuevo sin lograr su captura. Manteniendo la costumbre en la misma fecha de enviar a una caravana zapatista al parque de la Paz, ubicado frente a la catedral de la ciudad, junto al Palacio Municipal en una acción de protesta pacífica, está situación finalizó en el año 2008.

### Personas destacadas
Entre quienes han nacido en San Cristóbal de las Casas y la han honrado con sus conocimientos y aportes científicos, históricos, culturales y artísticos, destacan:
- José Castillo Tiélemans (1911-1990), político y Gobernador del estado de Chiapas.
- Alberto Domínguez Borrás (1907-1975), músico y compositor, autor de las célebres composiciones "Frenesí" y "Perfidia", esta última, una melodía de la película Casablanca.
- Manuel Larráinzar (1809-1884), político, diplomático, escritor y geógrafo.
- Guido Münch Paniagua (1921-2020), astrofísico, director del Instituto de Max Planck para la Astronomía (1977-1989).
- Mariano Nicolás Ruiz Suásnavar (1857-1945), científico y militar.
- Manuel Velasco Suárez (1914-2001), científico, médico y político. Investigador en Neurocirugía y exgobernador del estado de Chiapas.
- Margarita Beatriz Luna Ramos (1956-), ministra de la Suprema Corte de Justicia de la Nación.

## Demografía
| Gráfica de evolución demográfica de San Cristóbal de Las Casas entre 1950 y 2015 |
|                                                                                  |
| Fuentes: Registros del INEGI del año 2010 y estimaciones del CONAPO.             |

De toda la población municipal (2010) que es eminentemente urbana, en la cabecera San Cristóbal de Las Casas hay 185 917 habitantes. Las siguientes localidades más pobladas son: San Antonio del Monte con 2196 habitantes, La Candelaria con 1955 habitantes, Mitzitón con 1293 habitantes y San José Yashitinín con 1109 habitantes. Aunque en el centro histórico de la ciudad, todos los módulos de información, arrojan una cifra poblacional de 250 234 habitantes.
El 47,9 % de la población municipal es masculina y el 52,1 % es femenina.

### Etnias

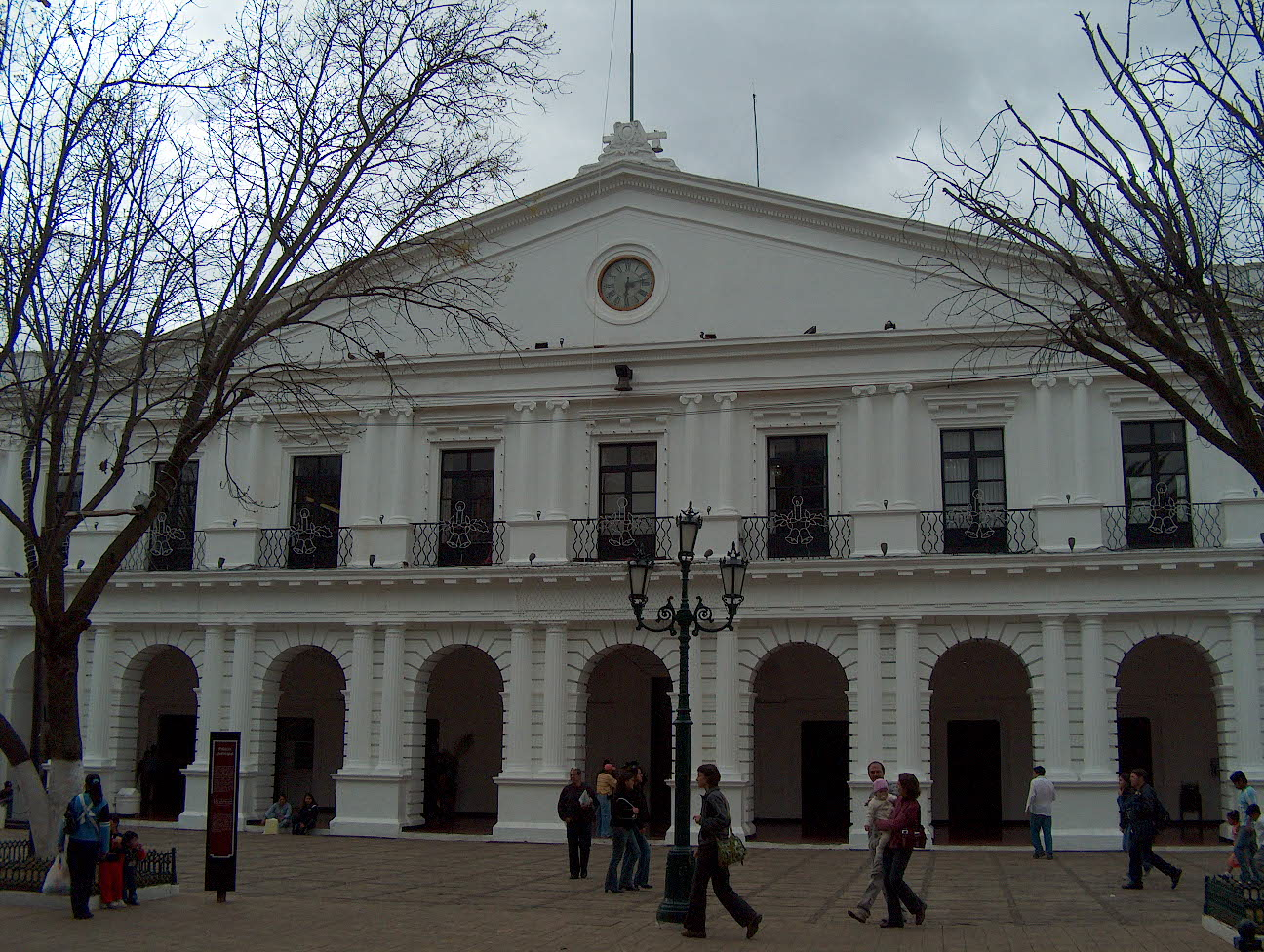
Fachada frontal del Palacio del H. Ayuntamiento de San Cristóbal de Las Casas.

Alrededor del 55 % de la población municipal se identifica como criollos y mestizos. El 44,08 % de la población municipal es amerindia, de la cual 68,67 % habla su lengua materna. La etnia amerindia predominante es la tsotsil, seguida por las etnias tseltal y chol. San Cristóbal de Las Casas representa un hinterland cultural de intensas relaciones interétnicas. Es escenario de muchas reivindicaciones políticas de los Pueblos Originarios de Chiapas. El municipio "tradicionalmente" mestizo, se encuentra rodeado de municipios mayoritariamente indígenas. La ciudad tiene un índice de marginación medio.

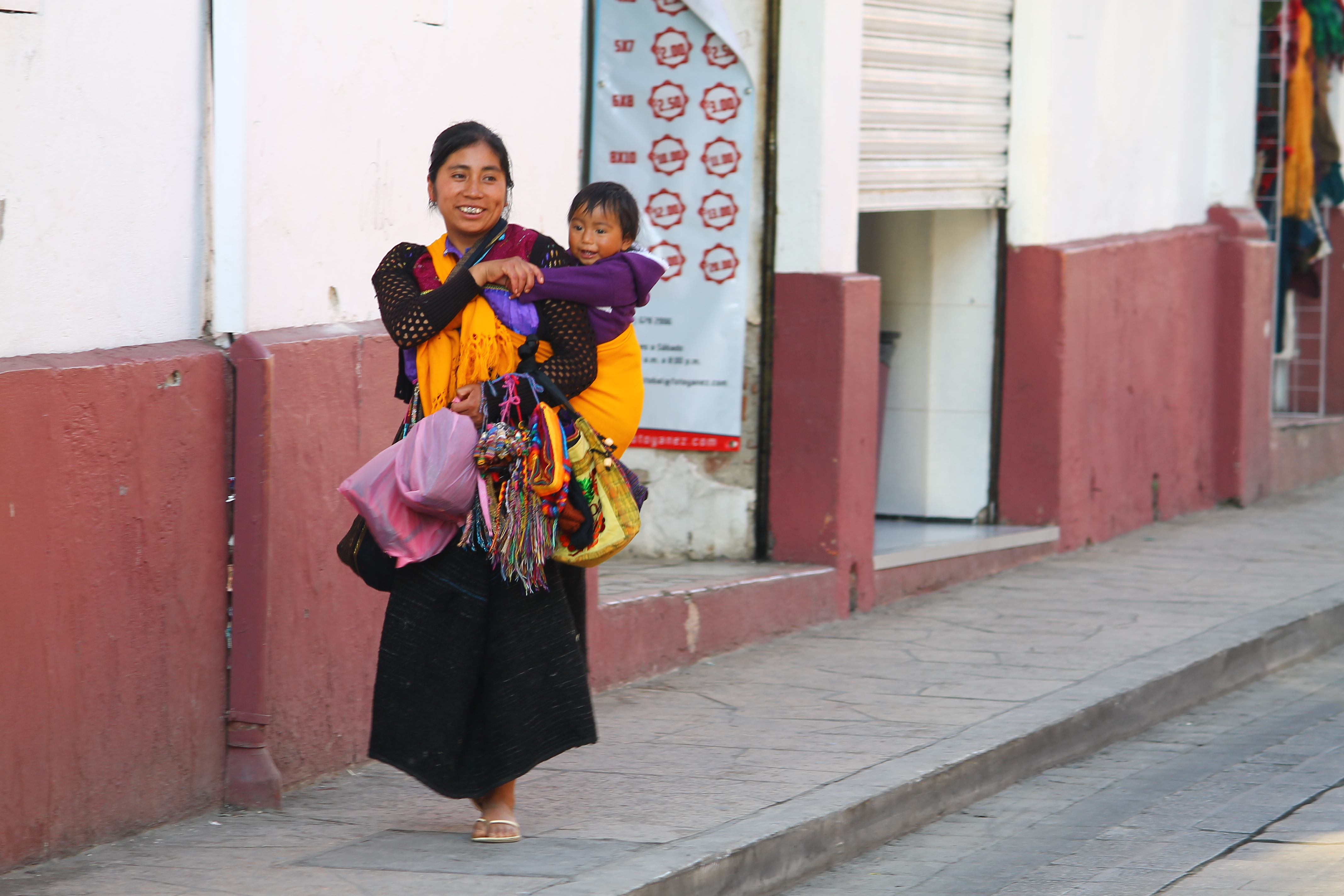
Indígena con bebé en rebozo

### Religión
Católica: 89 018; Protestante: 15 152; Bíblica no evangélica: 3275; Judaica: 50; Otra: 126; Sin religión: 5512. Fuente: INEGI 2000.
Según datos del INEGI del año 2000, el 77,91 % de la población profesa el catolicismo, 13,26 % el protestantismo, 2,87 % bíblica no evangélica, 4,82 % el ateísmo, y 0,9 % el judaísmo.
Las doctrinas bíblicas no evangélicas son: el adventismo, el mormonismo y el Salón del Reino de los testigos de Jehová.
Existen en la localidad dos comunidades musulmanas. Una de ellas que profesa el sufismo y otra el Islam ortodoxo quienes fundaron la mezquita al-Kauzar de reconocimiento mundial a pesar de lo humilde de sus instalaciones.
La pequeña comunidad judía ortodoxa que vive en la ciudad de San Cristóbal de las Casas, tiene como recinto, una pequeña sinagoga ortodoxa ashkenazi ubicada en el centro de la ciudad.

## Cultura

### Centro histórico de San Cristóbal de Las Casas
Dentro del centro histórico pueden encontrarse las siguientes edificaciones que resaltan por su valor histórico o belleza arquitectónica: 
- Antiguo Palacio Municipal
- Casa del Congreso (Hoy Plaza Real)
- Casa Utrilla
- Casa de La Sirena.
- Casa del Capitán Diego de Mazariegos (Hoy Centro de Convenciones Diego de Mazariegos).
- Casa de la Ciudad La Enseñanza
- Monumentos a Fray Bartolomé de Las Casas
- Catedral de San Cristóbal de Las Casas
- Templo y antiguo convento de Santo Domingo de Guzmán
- Templo y antiguo convento de La Merced
- Templo, antiguo convento y arco del Carmen
- Templo del Calvario
- Templo del Señor de la Transfiguración (barrio de El Cerrillo)
- Templo de San Nicolás
- Templo de San Cristóbal Mártir
- Templo de la Virgen de Guadalupe
- Templo de La Caridad
- Templo de Santa Lucía
- Templo de San Francisco de Asís
- Templo de María Auxiliadora
- Templo de Nuestra Señora de la Asunción (barrio de Mexicanos)
- Templo de San Antonio de Padua
- Templo de San Ramón Nonato
- Templo de San Diego de Alcalá
- Templo del Sagrado Corazón de Jesús
- Templo de la Inmaculada Concepción
- Templo de la Virgen de Fátima
- Templo de San Felipe
- Auditorio de la Facultad de Derecho de la UNACH (antes Templo de San Agustín)

El Templo de La Caridad posee gran influencia de escultores guatemaltecos, quienes llegaron al valle de Jovel producto de los terremotos sucedidos en la hoy Antigua Guatemala, este templo fue construido en honor al Virgen de Caridad, que según la leyenda popular, defendió a la ciudad de los ataques indígenas durante la época de la colonia.

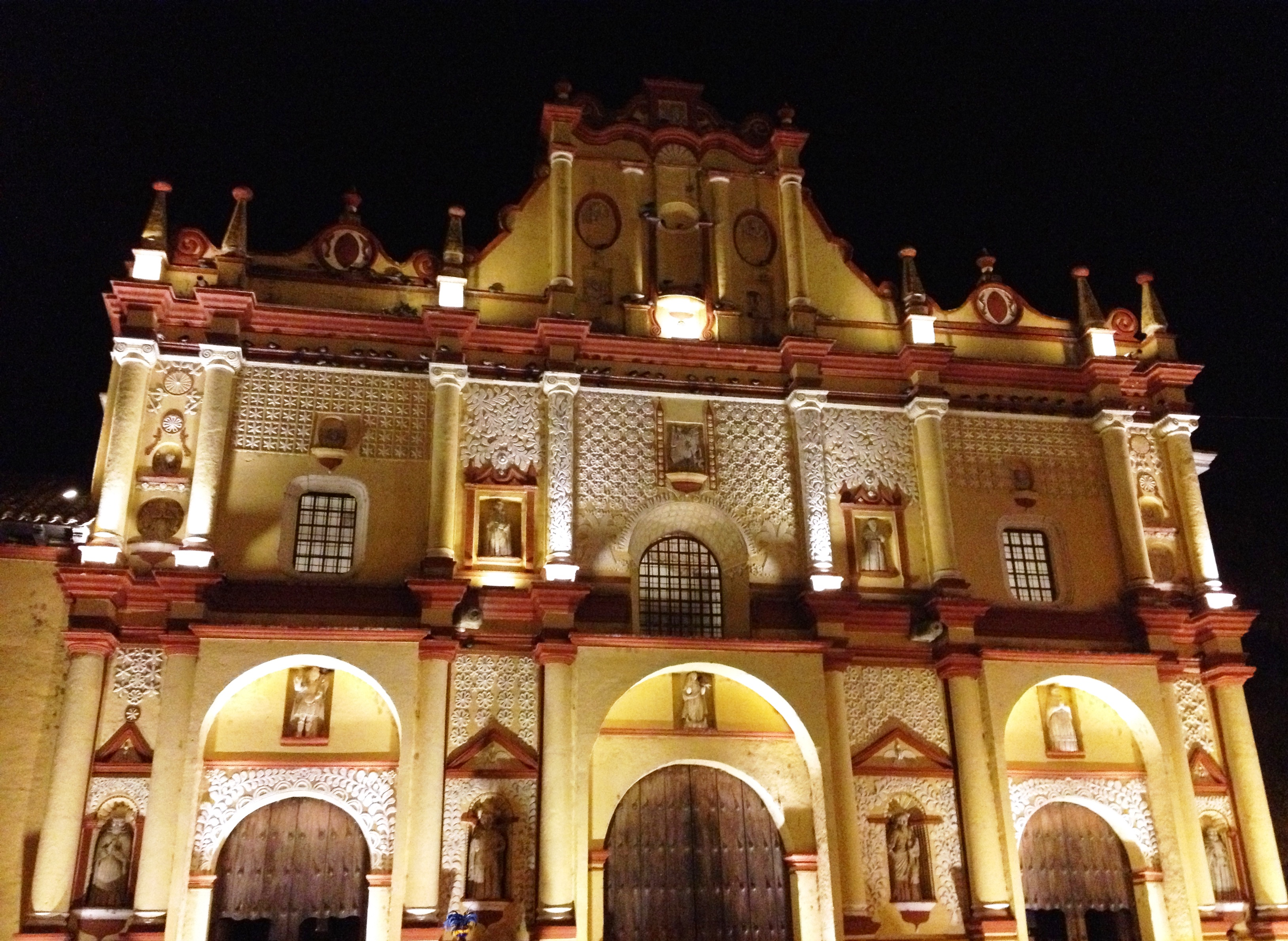
Fachada de la Catedral de San Cristóbal de las Casas, Chiapas.

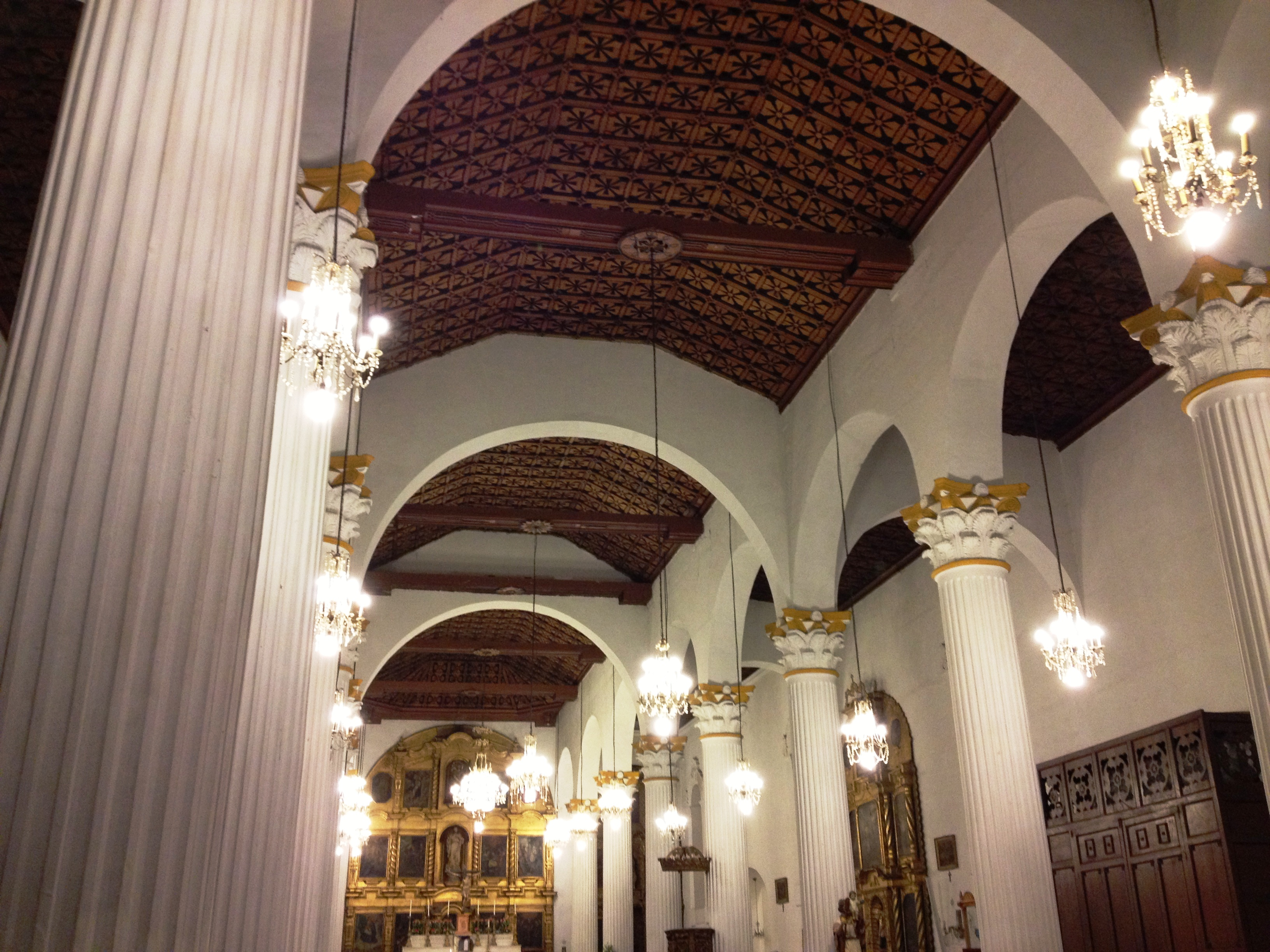
Interior de la Catedral de San Cristóbal de las Casas, Chiapas.

Cabe destacar que el Arco del Carmen es único en su tipo, de las pocas construcciones de estilo mudéjar en el continente americano, y el Templo de Mexicanos es la única iglesia de estilo neogótico en el Estado de Chiapas.
Desde el año 2001, la ciudad de San Cristóbal de Las Casas es otra sede del Festival Cervantino-Barroco, que se celebra anualmente la última semana de octubre, y en algunos años esa semana puede abarcar hasta los primeros días de noviembre.
En ese mismo año (2001) inicia el Festival de Fotografía “Tragameluz” que reúne trabajo de fotógrafos y fotógrafas locales e invitados nacionales y extranjeros que presentan su obra en diversos recintos culturales de la ciudad, este festival es uno de los pocos en su tipo en el sureste mexicano.
La ciudad posee el centro cultural El Carmen, un pequeño auditorio de Bellas Artes, con talleres y salas de exposiciones, el teatro Daniel Zebadúa y el teatro Hermanos Domínguez, además de pequeños foros independientes como "El Paliacate Espacio Cultura", "Kinoki", "Casa Teatro" y "TierrAdentro".
En 2006 fue el marco perfecto para la filmación de J-ok'el (La llorona), película dirigida por Benjamín Williams.

#### Barrio La Merced
La Merced se encuentra en el centro histórico, a dos cuadras de la plaza 31 de Marzo. Es un barrio importante que se puede distinguir desde la calle real, ahora Diego de Mazariegos. 
Lugar que ha visto pasar la historia, por ejemplo el convento fue de los primeros en la entrada de América Española y data desde 1537, sin embargo del ex convento ya casi no queda nada que por un tiempo se construyó un cuartel militar en donde existían caballerizas, cuartos para oficiales. 
En cuanto a la Virgen de las Mercedes se cuenta que fue traída de Guatemala y por situaciones especiales, cuando pasó por la ciudad, por alguna extraña razón se pesó y no existió poder humano para moverla. Por lo tanto se quedó en San Cristóbal. En donde Su Santidad Paulo V el que le llamó a la Virgen Instituidora y Facilitadora de la Orden Militar de Nuestra Señora de la Merced para redimir a los cautivos cristianos de la opresión de los árabes o mahometanos que dominaron España por 8 siglos.
Otro suceso importante fue el cuidado del templo por los frailes alfaqueques, quienes tenían la potestad y órdenes de autoridad superior podían redimir a prisioneros de guerra, esclavos y reclusos. La iglesia mercedaria fue reedificada en el año 1834 en el siglo XIX, es un templo muy joven. Al interior del templo originalmente se resguarda un muro de construcción romano, una columna y espacios que fueron pintados por indígenas de la región.
El arco y columna de la Luna y Sol, decorados en argamasa policromada con motivos en color rojo, oro, uvas, flores y frutos. En otra parte se puede observar águilas bicéfalas de Hamburgo y leones de Castilla.
La festividad guarda la religiosidad, la tradición y cultura desde los recorridos con flores, las misas, el colorido desfile de carros alegóricos encabezados por la imagen de La Virgen de Las Mercedes, con la reproducción de Marcos Fenicios, figuras especiales y las damitas, los disfrazados o bien panzudos que participan para agradar a la Virgen y pedir un milagro, agradecer bienestar en la familia. El cronista Burguete Estrada mencionó que se atribuye a las fiestas de Barcelona en España en los festejos de San Fermín. En cuanto los esclavos mercedarios es una tradición nueva recordando que la Virgen es quien redime los cautivos. 
Por otro lado en la fiesta intervienen varias juntas para organizar la festividad, la junta de la mudada, los adornos, el anuncio, la pólvora, maitines, la mayor para el mero día. Otro año, nuevos sucesos para seguir construyendo la historia, por ejemplo el 24 de septiembre la participación de la Sinfónica Juvenil que marca otro momento.
La plaza fue escenario de actos muy importantes en los que recordamos la Feria de La Primavera y de La Paz, las plazas de toros improvisadas como las de Pamplona, España. 
Necesidad de continuar conservando las fiestas del barrio para no perder la identidad, las tradiciones. Por citar los jueves de Corpus Christi en donde antiguamente en la ciudad era un día parecido al 14 de febrero, con regalos por parte de las parejas, dulces tradicionales, mulitas hechas de palma, entre otras cosas. Día de Muertos o Todos Santos, los nacimientos en diciembre, las pastorelas y las posadas.
Otros datos encontrados del siglo XVI de la Virgen de la Merced, es la imagen traída de Guatemala en 1595, imagen titular de la iglesia de La Merced del Convento de México. Más adelante la imagen pasó a la iglesia de San Pablo. En la actualidad y principios del siglo se encuentra en el nicho central del templo de Belén.
La Virgen también es muy venerada por cientos y cientos de vendedores en los Mercados de San Cristóbal y llegada la festividad se organizan para realizar una peregrinación al templo, hacen una misa para los locatarios.

### Museos
- Museo Casa Utrilla
- Museo de Culturas Populares de Chiapas
- Museo de Historia y Curiosidades de San Cristóbal
- Museo de Textiles Chiapas Étnico
- Museo de la Medicina Maya
- Museo de Trajes Sergio Castro
- Museo del Ámbar de Chiapas
- Museo y Chocolatería Cultural Kakaw
- Museo Galería Elisa Burkhard
- Museo Mesoamericano del Jade
- Museo Na-Bolom
- La Enseñanza, Casa de la ciudad
- Museo Col-Job
- Museo de San Cristóbal (MUSAC)
- Museo de Textiles del Mundo Maya
- Museo Regional de Los Altos
- Museo de la Metalistería
- Museo de Arte Sacro Mario Uvence

### Parques y plazas
La plaza 31 de marzo, recientemente renombrada "Manuel Velasco Suárez" es el parque central, en donde se encuentra el palacio municipal. Colinda hacia el poniente con el parque de los Héroes (conocido como parque de los Arcos) y al norte con la plaza de la Paz, frente a la catedral.
Es importante mencionar que casi todos los templos católicos de la ciudad de San Cristóbal de Las Casas poseen sus propias plazuelas: La Caridad, Santa Lucía, San Francisco, María Auxiliadora, El Carmen, El Cerrillo, La Merced, El Calvario, Mexicanos, San Diego, etc.
Otro parque importante es el que se encuentra frente al templo de La Caridad, conocido como "La Alameda", que alberga un tianguis artesanal informal, con lonas blancas improvisadas, que ha crecido de manera descontrolada, resultando en un aspecto desagradable del parque al invadir espacios como bancas y pasillos, esta situación ha generado una desaprobación de la población coleta, pero por motivos políticos se ha dado marcha atrás en el desalojo de estos puestos; que han dañado estas construcciones coloniales al ser pintadas con aerosol, ser un foco de mucha basura, inseguridad por las noches así como el bloque visual hacia el interior del parque.
Frente al Mercado de Dulces y Artesanías, se encuentra la plaza del Mariachi, ubicado entre la plazuela del templo de San Francisco y el parque de Fray Bartolomé de Las Casas.
En el mes de abril de 2010, se crea el parque de la Marimba, tras la remodelación de la Plazuela del barrio del Cerrillo, lugar en donde se ofrecen audiciones de marimba para deleite de habitantes de la localidad y visitantes.

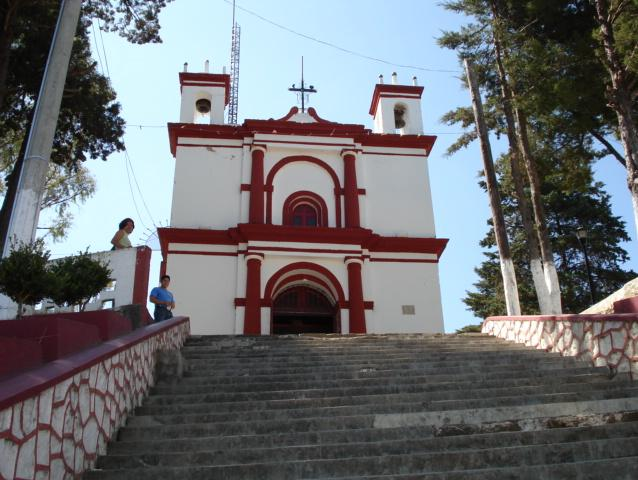
Fachada frontal del Templo de San Cristóbal Mártir, Santo Patrono de la ciudad.

### Festividades
La llamada "Fiesta grande" de San Cristóbal de Las Casas es la "Feria de la Primavera y de la Paz", la cual se celebra durante una semana, la siguiente a la Semana Santa, en la que se llevan a cabo diversas actividades: espectáculos artísticos, muestras gastronómicas, corridas de toros, actividades culturales, deportivas, infantiles, juegos mecánicos, y tradicionales bailes, además de un majestuoso desfile de la Reina electa de la Feria.
Hasta el 2008 y a partir del 2010, a finales del mes de octubre, se celebra en San Cristóbal de Las Casas el Festival Cervantino-Barroco que tiene una duración aproximada de 1 semana, en la que se lleva a cabo diversos eventos artísticos y culturales provenientes de todas partes del mundo.
En 2009 se llevó a cabo el 1.er Festival Internacional de las Culturas que sustituyó por única ocasión al Festival Cervantino-Barroco. El festival duró ocho días y recibió a una gama diversa de artistas locales, estatales, nacionales e internacionales, quienes participaron en actividades recreativas y culturales en escenarios coloniales representativos de la ciudad.
Festival de fotografía Tragameluz, se realiza desde el año 2001 con exposiciones fotográficas, talleres, presentaciones de libro, proyecciones de cine, conversatorio, homenajes a figuras trascendentes en la fotografía, suele realizarse en el mes de noviembre.
También se celebran las Fiestas del Dulce Niño de Jesús, del Señor de Esquipulas, de San Antonio, de San Cristóbal, de la Sagrada Familia y el Corpus Christi, la fiesta de Santo Domingo. El 31 de marzo en que se celebra el día de la fundación de la ciudad que data de 1528.
Cabe mencionar las numerosas fiestas de barrio, en San Cristóbal de Las Casas existen varias fiestas importantes, una que se celebra de manera nacional es la de Virgen de Guadalupe (1 de diciembre hasta 12 de diciembre), cuya celebración ocupa, además de la iglesia situada en el cerro, su plazuela y parte del andador turístico.
Otras fiestas de barrios importantes son: Cuxtitalli “Dulce Nombre de Jesús” (2 de enero), La Garita “Santa Cruz” (3 de mayo), María Auxiliadora (24 de mayo), San Antonio (13 de junio), San Cristobalito (25 de julio), Mexicanos “Virgen María” (31 de julio al 18 de agosto), San Ramón (31 de agosto), Santo Domingo de Guzmán (8 de agosto), La Merced (24 de septiembre), San Francisco (4 de octubre), Virgen de la Caridad (21 de noviembre), San Diego (13 de noviembre), Santa Lucía (13 de diciembre).

### Costumbres
Se tiene la costumbre de llevar Serenatas o gallos, el uso de tradicionales bandas musicales, melodías de marimba en el Kiosco del parque Central y de la iglesia del Cerrillo, en las casas donde se colocan faroles de celofán rojo, significa que existe venta de tamales, sobre todo de bola, mole y azafrán. Los tradicionales carros alegóricos y "panzudos" (gente disfrazada con globos que los hace ver más corpulentos), marcan el inicio de las festividades de cada barrio.

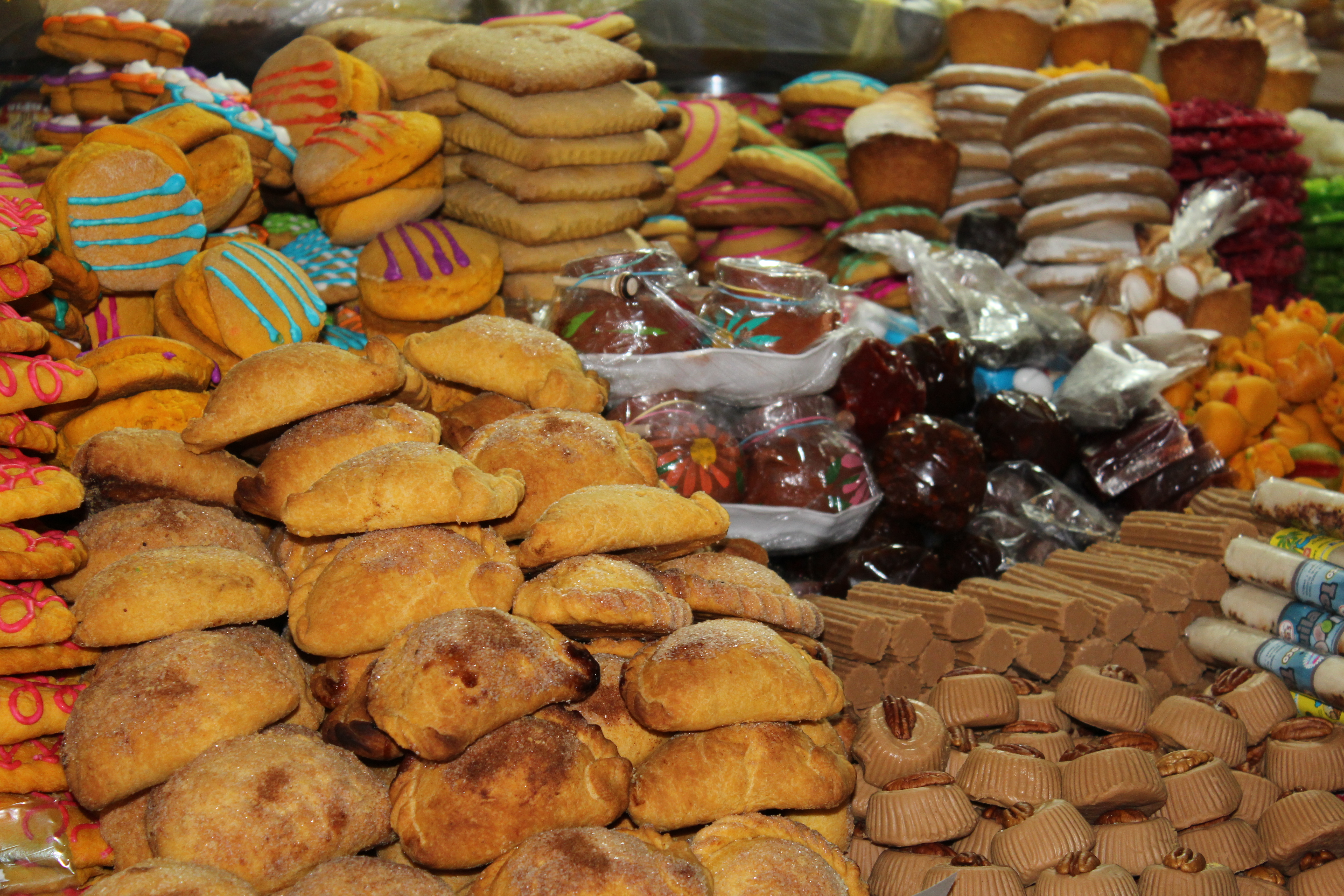
Dulces típicos de San Cristóbal de las Casas

### Gastronomía
Parte de la gastronomía es heredada por la cultura colonial española, que se puede ver en los ingredientes de estos. Algunos de por mencionar son los jamones y embutidos realizados al estilo de la antigua jamonería española y alemana, el asado chiapaneco, el mole, los chiles rellenos, el cocido de res, la insustituible sopa de pan, sopa de gota, sopa de arroz, sopa de médula, lomo relleno, chanfaina, estofado de carnero, lengua en azafrán, pollo a la cacerola, el famoso y tradicional manchamantel, siguamut, tamales chiapanecos (especialmente los de bola, mole y azafrán) - estos siendo totalmente diferentes a los preparados en zonas del Soconusco, centro y norte del estado-, el pavo prensado y ensalada -generalmente consumido en Nochebuena-, las hojuelas y buñuelos azucarados en temporadas invernales.
El pan dulce es algo por lo que es también conocido la localidad, pues resulta ser rico para el paladar y suele ser acompañado con café producido en la región, ya sea remojado en el mismo o por aparte. Destaca el pan dulce de fiesta, siendo de porciones pequeñas y de característica de polvorón con canela. Además, cabe mencionar que, por lo general, cada barrio se distingue por tener un pan dulce propio.
Algunos de los dulces típicos son los de yema de huevo, las trompadas, cuernos rellenos de manjar, cocadas, dulce de cacahuate acaramelado, mazapanes de cacahuate y piloncillo, chimbos con licor, dulces de cáscara de naranja, entre otros dulces propios. Pudiéndose apreciar en su mayoría en la festividad de Corpus Christi al celebrarse una feria de dulces típicos de la región, en el centro de la ciudad, y en la semana de feria local.
Entre las bebidas tradicionales de San Cristóbal de Las Casas están "la cervecita dulce", y los tradicionales atole de granillo y atole agrio, que se expenden en el Mercado y con vendedores que van de casa en casa, aunque se encuentran en venta aguardientes de la región como el Posh o Pox natural o saborizado.
El 21 de abril de 2006, la sociedad civil de San Cristóbal de Las Casas se unió para conseguir el récords Guinness de la sopa de pan más grande del mundo.

## Turismo

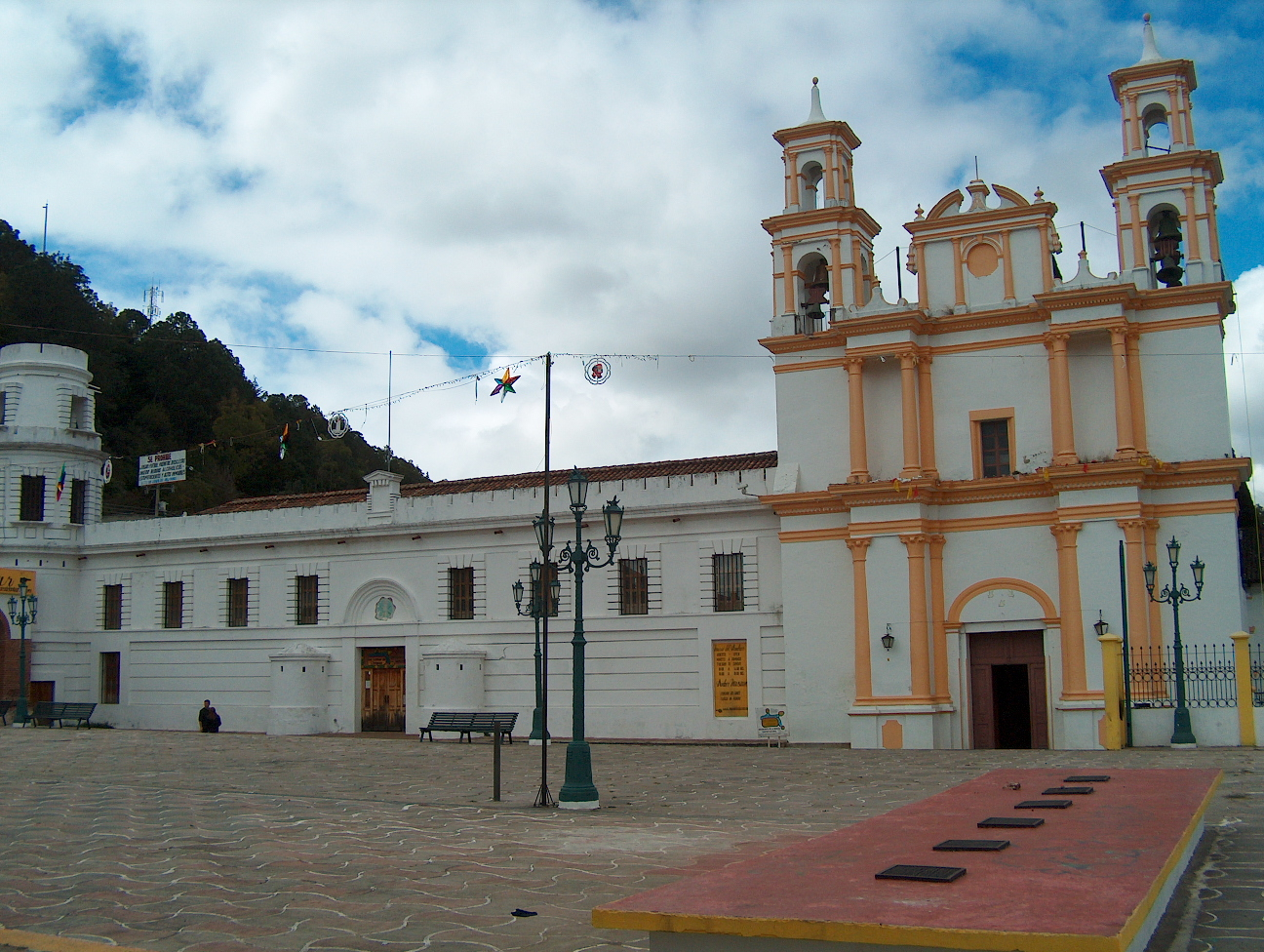
Fachada frontal del Templo de La Merced. A la izquierda, el antiguo convento de la Merced, ahora Museo del Ámbar de Chiapas.

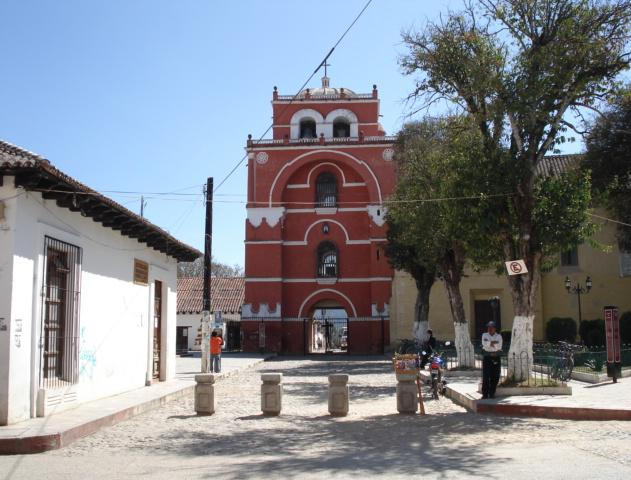
Arco del Carmen.

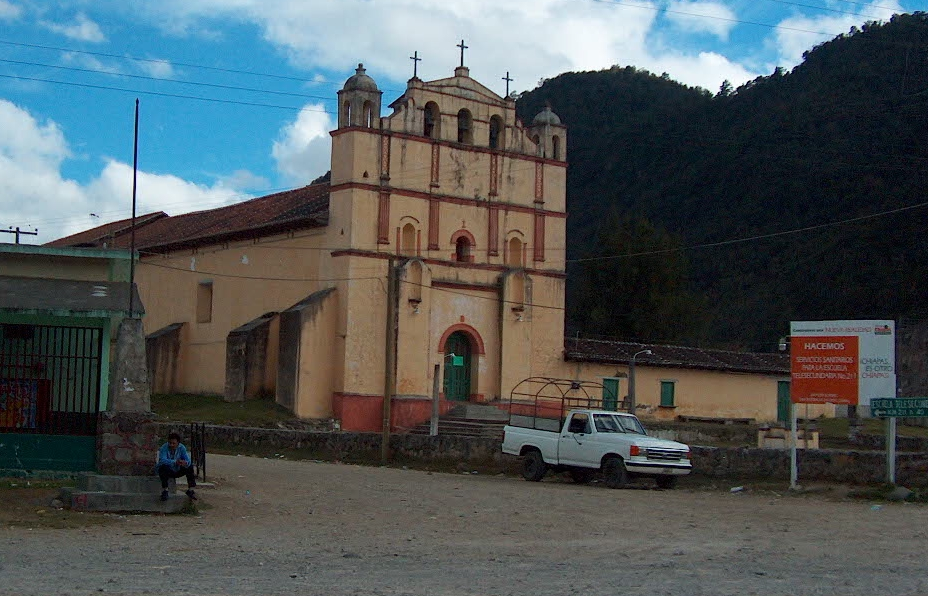
Templo de San Felipe, en las afueras de la ciudad.

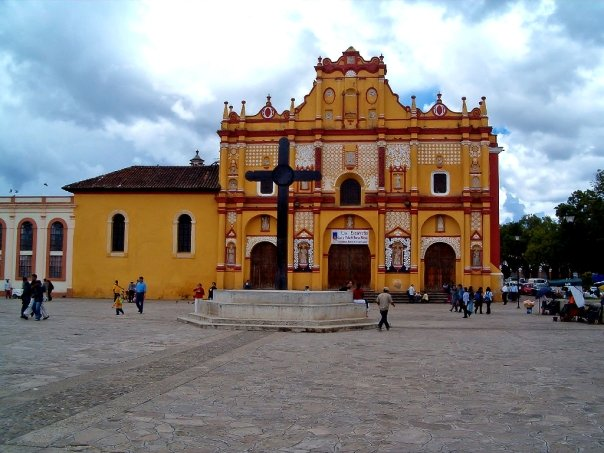
Catedral de San Cristóbal de Las Casas.

En el año 2000, el municipio tenía 82 hoteles con un total de 2066 habitaciones (Datos de la Sectaría de Turismo de México). Es posible encontrar hoteles de todas las categorías; además se pueden encontrar hoteles boutique, de categoría especial, moteles, cabañas, bungalós, hostales, posadas, refugios, bed and breakfast y casas de hospedaje para estudiantes.
En mayo de 2010, se le otorgó de manos del Presidente de la República, el reconocimiento a la "Diversificación del Producto Turístico Mexicano", con lo que se consolidó como El Más Mágico de los Pueblos Mágicos de México. En septiembre de 2011 repite el galardón, al destacar por su imagen colonial, hospitalidad, cultura y tradición que brinda a los visitantes.
San Cristóbal de Las Casas fue sede de la Cumbre Mundial de Turismo de Aventura 2011. El Comité de Evaluación de Sedes de la Asociación Internacional de Turismo de Aventura (ATTA) votó a favor de México en su reunión efectuada en Aviemore, Escocia en octubre de 2010. Durante el evento, se contó con la participación de más de 600 agencias de viajes y operadores turísticos de 60 países de todo el mundo.
En enero de 2014, San Cristóbal de Las Casas fue beneficiada con el Certificado de Turismo Incentivo y ha sido la primera ciudad calificada de México por haber sido escenario de eventos internacionales y ofrecer al mundo calidad en sus servicios. Tal certificación fue otorgada por la Resorts Dreen World, de Orlando, Florida, Estados Unidos, como sede de Turismo Incentivo.

### Lugares de interés fuera de la ciudad

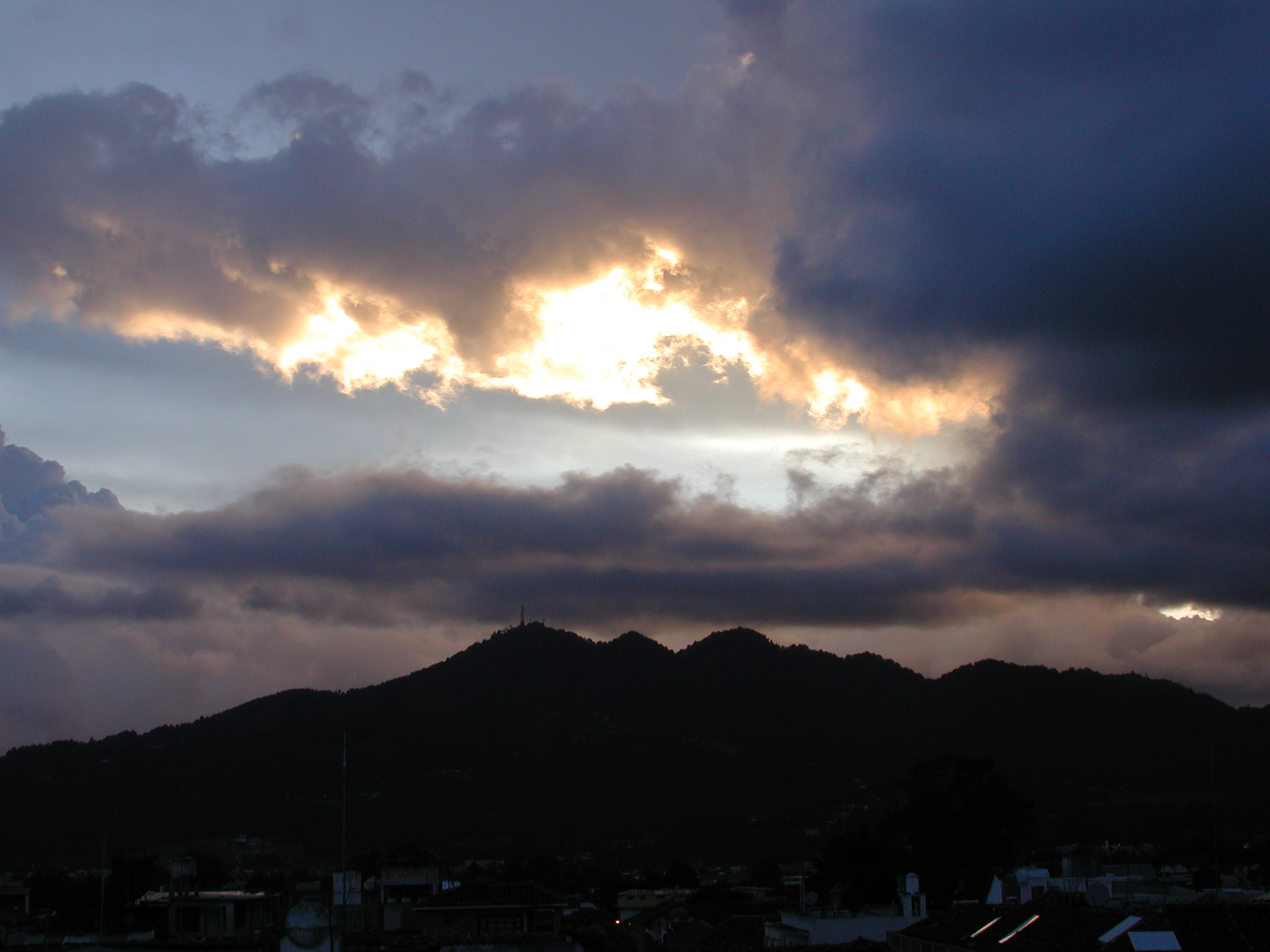
Cerro Huitepec al atardecer

- Parque ecoturístico Grutas de Rancho Nuevo, (10 km fuera de la ciudad)
- Parque ecoturístico El Arcotete (5 km fuera de la ciudad)
- Parque ecoturístico "Las Canastas"
- Parque ecoturístico Grutas de "Mamut" (6 km fuera de la ciudad).
- Reserva Huitepec, montaña al oeste con aproximadamente 2700 m s. n. m. con una reserva ecológica de bosques nublosos.
- Moxviquil, sitio arqueológico y centro ecoturístico sobre una montaña al norte de la ciudad.
- Parque Natural El Encuentro
- Cerro de la Santa Cruz, al este de la ciudad con una ermita en la cumbre.

## Infraestructura

### Salud

#### Hospitales públicos
La ciudad de San Cristóbal de Las Casas posee los siguientes hospitales públicos:
- Hospital de las Culturas (Secretaría de Salud): Hospital General de segundo nivel con capacidad de 62 camas.
- Hospital de la Mujer San Cristóbal de Las Casas (Secretaría de Salud): Hospital de segundo nivel con capacidad de 26 camas.
- Hospital Rural No.1 San Felipe Ecatepec (IMSS-Bienestar): Hospital Rural de segundo nivel con capacidad de 45 camas.
- Clínica Hospital de San Cristóbal de Las Casas (ISSSTE): Hospital de segundo nivel con capacidad de 13 camas.

### Educación
En el año 2000, el municipio presentó un índice de analfabetismo del 17,74 %. De la población mayor de 15 años, 16,02 % tiene primaria incompleta, 17,38 % completó los estudios de primaria y 47,77 % cursó algún grado de instrucción posterior a este nivel.
La ciudad de San Cristóbal de las Casas cuenta con una amplia infraestructura educativa que abarca todos los niveles de estudios. Dentro de las Universidades más destacadas de la ciudad, se encuentran:
| Universidad                                                                                       | Oferta educativa                             | Sitio web                   |
| ------------------------------------------------------------------------------------------------- | -------------------------------------------- | --------------------------- |
| Universidad Autónoma de Chiapas (UNACH)                                                           | Licenciaturas, Posgrados e Investigación.    | UNACH                       |
| Universidad Intercultural de Chiapas (UNICH)                                                      | Licenciaturas y Maestrías.                   | UNICH                       |
| Centro de Investigaciones Multidisciplinarias sobre Chiapas y la Frontera Sur (CIMSUR - UNAM)     | Posgrados e Investigación.                   | CIMSUR-UNAM                 |
| El Colegio de la Frontera Sur (ECOSUR)                                                            | Posgrados e Investigación.                   | ECOSUR Unidad San Cristóbal |
| Centro de Estudios Superiores de México y Centroamérica (CESMECA - UNICACH)                       | Posgrados e Investigación.                   | CESMECA-UNICACH             |
| Centro de Investigaciones y Estudios Superiores en Antropología Social (CIESAS) - Unidad Sureste. | Posgrados e Investigación.                   | CIESAS Sureste              |
| Centro Regional Universitario Chiapas de la Universidad Autónoma Chapingo (UACH)                  | Posgrados.                                   | UACH                        |
| Universidad para el Bienestar Benito Juárez García (UBBJ) sede San Cristóbal.                     | Licenciatura en Medicina Humana.             | UBBJ                        |
| Universidad Pedagógica Nacional (UPN) n.º 071 - Subsede San Cristóbal                             | Licenciaturas relacionadas con la Pedagogía. | UPNCH                       |
| Escuela Normal de Licenciatura en Educación Preescolar y Primaria "Lic. Manuel Larráinzar"        | Licenciaturas relacionadas con la Pedagogía. | ENLEPP                      |
| Escuela Normal Experimental "Fray Matías Antonio de Córdova y Ordóñez"                            | Licenciaturas relacionadas con la Pedagogía. | ENEFMACO                    |

| Universidad                                                               | Oferta Educativa                                     | Sitio Web            |
| ------------------------------------------------------------------------- | ---------------------------------------------------- | -------------------- |
| Universidad de los Altos de Chiapas (UACH).                               | Secundaria, Preparatoria, Licenciaturas y Posgrados. | UACH                 |
| Universidad Mesoamericana (UNIMESO).                                      | Preparatoria, Licenciaturas y Posgrados              | UNIMESO              |
| Universidad San Marcos (USAM)                                             | Licenciaturas y Posgrados                            | USAM San Cristóbal   |
| Centro de Estudios Profesionales del Grijalva (CEPROG).                   | Licenciaturas y Posgrados                            | CEPROG San Cristóbal |
| Universidad José Vasconcelos                                              | Licenciaturas y Posgrados                            | UNIVASCONCELOS       |
| Instituto Universitario de Estudios México (UDM)                          | Licenciaturas y Posgrados                            | UDM San Cristóbal    |
| Universidad Meridional (UNME)                                             | Licenciaturas y Posgrados                            | UNME                 |
| Instituto de Estudios Superiores "Manuel José de Rojas"                   | Licenciaturas y Posgrados relacionados al Derecho.   | IESMJDR              |
| Centro de Estudios Universitarios de Chiapas (CEU)                        | Licenciatura en Cirujano Dentista                    | CEU                  |
| Instituto de Artes Culinarias Parmentier                                  | Técnico profesional y Licenciatura en Gastronomía.   | IAC Parmentier       |
| Instituto de Gastronomía y Artes Culinarias Gourmand                      | Licenciatura en Gastronomía                          | Gourmand             |
| Escuela Superior de Educación Física de San Cristóbal de Las Casas (ESEF) | Licenciatura en Educación Física                     | DataMéxico           |

### Medios de comunicación
Según datos del INEGI del 2000, el municipio dispone de 19 oficinas postales. La cabecera municipal cuenta con una oficina de telégrafos, así como con una red telefónica con servicio estatal, nacional e internacional. Contaba con las repetidoras de las señales de TV abiertas análogas hasta el 31 de diciembre de 2015 y de los canales digitales en señal abierta terrestre, cuenta con 5 emisoras de radio en Frecuencia Modulada, 1 de ellas comercial  XHWM  95.3, seguidas de  3 sociales XHCRIS 90.7, XHBAL  93.5 y XHSCC 102.9, además de una pública en AM XERA 760 AM, propiedad del Sistema Chiapaneco de Radio, Televisión y Cinematografía, además de diversas emisoras radiofónicas NO concesionadas.
Los medios impresos locales como Ciudad Real Hoy, Acontecer Chiapas, entre otros, diarios estatales como Diario de Chiapas, Cuarto Poder e impresos nacionales como El Heraldo, El Universal, El Financiero, El Economista y Milenio, son los que circulan en la ciudad.

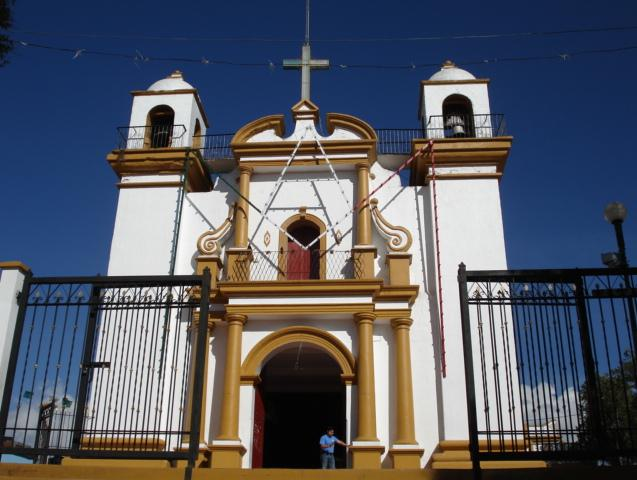
Templo de Nuestra Señora de Guadalupe.

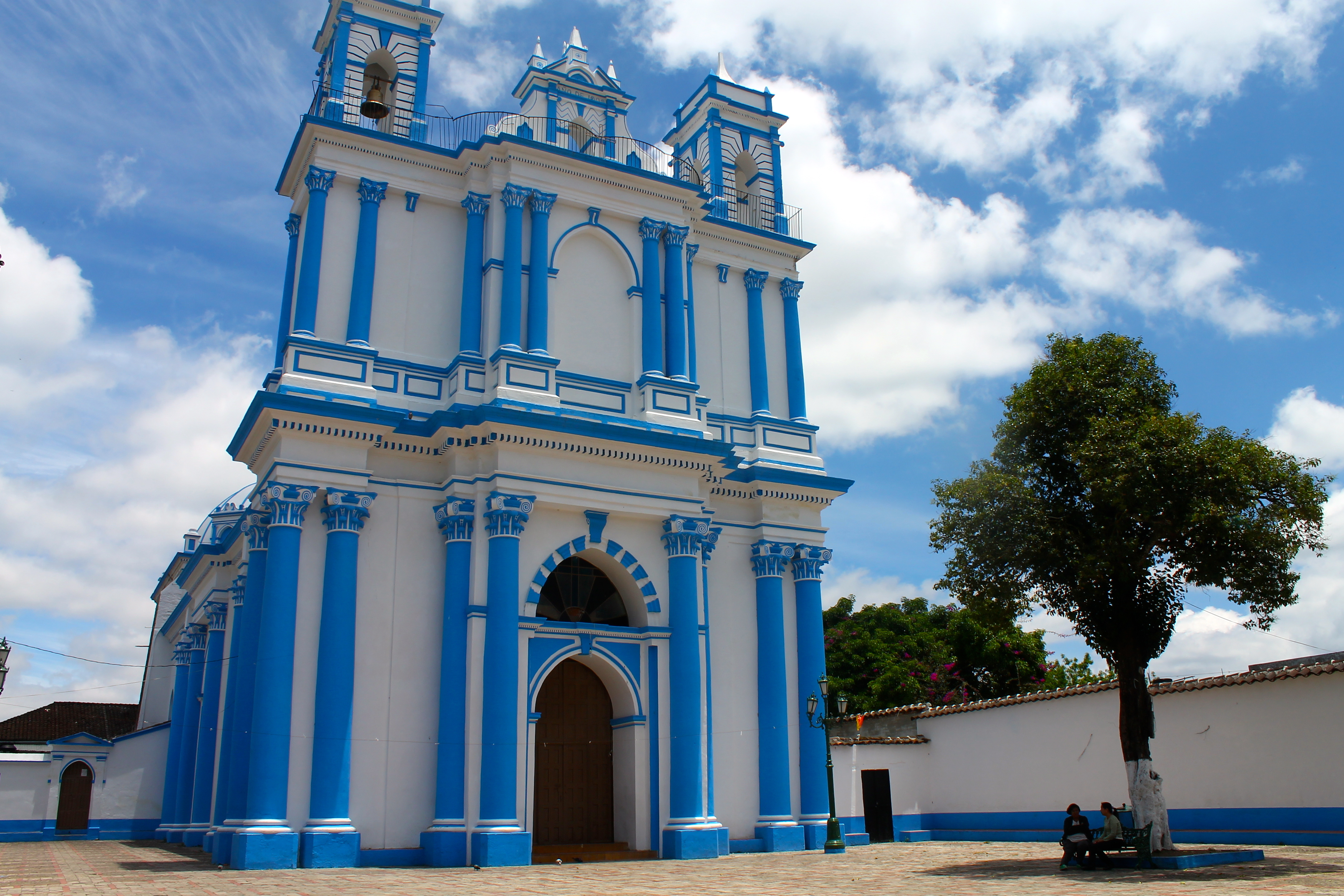
San Cristóbal de las Casas, Chiapas

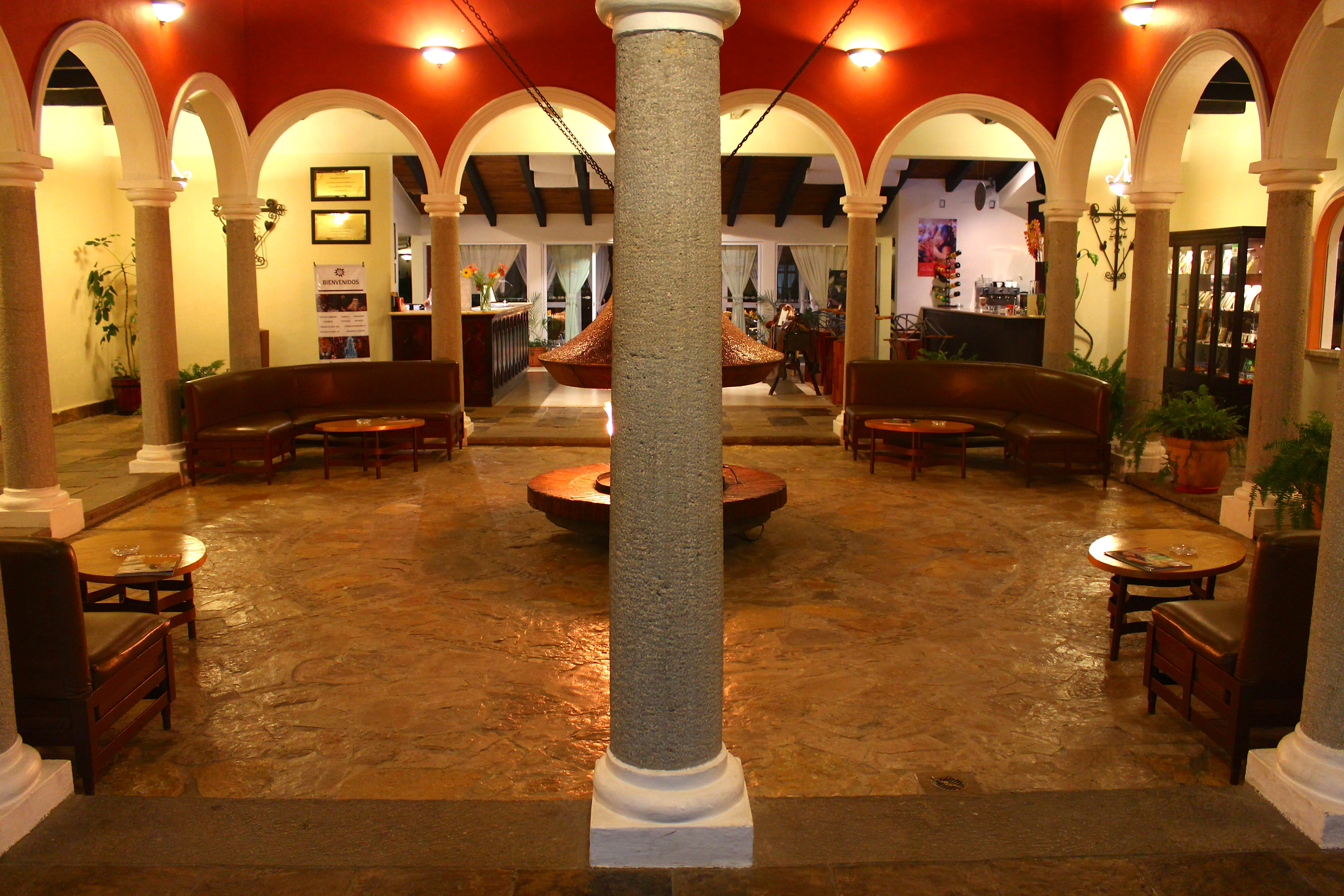
San Cristóbal de las Casas, Chiapas

### Transporte

#### Transporte públicos

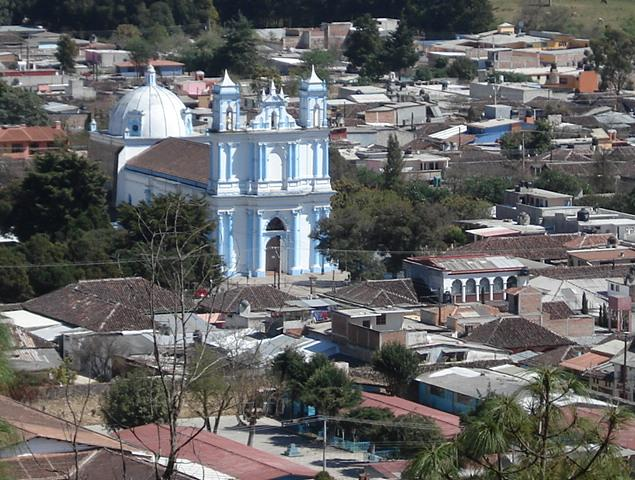
Vista panorámica de una parte de la ciudad de San Cristóbal de Las Casas, vista desde el Cerro de San Cristóbal. El templo blanquiazul es el de Santa Lucía.

Los medios de transporte público son: taxis, los microbuses y las furgonetas urbanas, éstas llamadas coloquialmente combis o colectivos.
La forma más cómoda de desplazarse por San Cristóbal de las Casas es mediante taxi. No suele haber ningún problema para encontrar taxis si te mueves por el centro de la ciudad. El precio de estos es de 50 pesos, pasando a 60 o más si es más tarde de las 23:00 o si el desplazamiento va más allá del periférico de la ciudad, que en estos casos aumenta el precio.

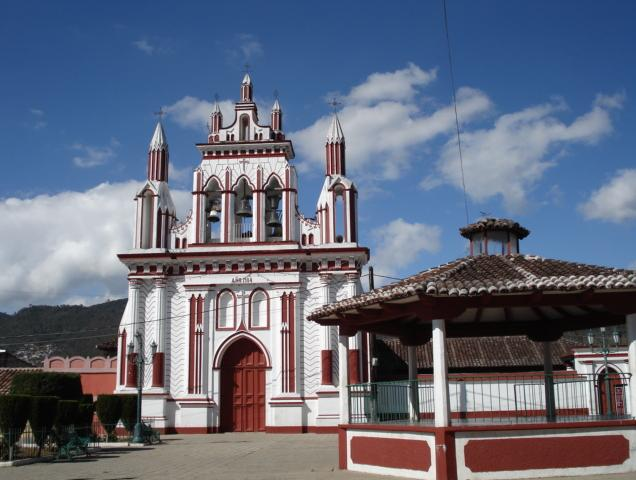
Templo de Mexicanos.

Otra forma común de moverse por la ciudad es mediante los colectivos o “combis”, que son camionetas adaptadas para el transporte de personas. Hay muchas rutas por la ciudad, pero todas ellas salen desde el mercado central de la ciudad hacia los diferentes lugares de la ciudad. Es fácil reconocer donde va cada una, ya que lo indica claramente en la parte frontal de esta. El precio de las “combis” es de 10 pesos, y el horario suele ser desde las 6:00 de la mañana hasta las 20:00 de la noche. La regularidad con la que pasan estas es de unos 10 minutos, siendo un poco mayor los domingos, ya que hay menos número de “combis” circulando.

#### Carreteras
El municipio está comunicado con el resto del país por medio de una red de carreteras federales. De acuerdo al inventario de la Secretaría de Comunicaciones y Transportes, en el año 2000 el municipio contaba con una red carretera de 193,17 km integrados principalmente por la red rural de la SCT (44,9 km) red de la Comisión Estatal de Caminos (115,5 km) y a caminos rurales construidos por las Secretarías de Obras Públicas, Desarrollo Rural, Defensa Nacional, la Comisión Nacional del Agua (32,77 km), entre otras. La red carretera del municipio representa el 9 % de la región económica II Altos.
Existe una carretera de cuota que comunica con la capital Tuxtla Gutiérrez que tiene un tiempo de recorrido a 40 minutos aproximadamente. Otro camino que comunica con Tuxtla Gutiérrez es la "carretera libre" o vieja, que se extiende a lo largo de terrenos montañosos y sinuosos que prolonga el recorrido hasta en dos horas.
El proyecto de la Autopista San Cristóbal de Las Casas-Palenque fue cancelado, derivado de diversos conflictos con los grupos indígenas del municipio de Oxchuc, que exigían dinero en efectivo para autorizar el paso de la autopista.

#### Aeropuerto
El aeropuerto más cercano es el Aeropuerto Internacional Ángel Albino Corzo (TGZ) que se localiza a solo 50 minutos de la ciudad; ya que el Aeropuerto Nacional de San Cristóbal de las Casas, conocido como "Corazón de María", fue cerrado a las operaciones aéreas, privadas y comerciales el 21 de julio de 2010.
Actualmente los Organismos Empresariales promueven la reapertura del Aeropuerto Nacional de San Cristóbal de las Casas, para operaciones privadas y taxis aéreos que detonen el desarrollo turístico de Chiapas; ya que es una propiedad municipal que se encuentra desaprovechada, a pesar de estar ubicada a solo 18 kilómetros, a 20 minutos del centro histórico y contar con una pista de 2650 kilómetros de longitud, torre de control y edificio principal con salas de espera, restaurante, baños y oficias administrativas.
Las aerolíneas que operaron en este aeropuerto durante el tiempo que fue administrado por Aeropuertos y Servicios Auxiliares fueron:
En primer lugar, Aerocaribe entre 1997 y 1998, ofrecía un vuelo entre semana partiendo de la ciudad de Tuxtla Gutiérrez a San Cristóbal de Las Casas, Chiapas con un avión Cessna 402C Businessliner con capacidad de 12 pasajeros, con salida de Tuxtla Gutiérrez a las 12:30 horas y llegada a San Cristóbal de las Casas a la 1:00 p. m., operando martes y jueves y posteriormente de lunes a viernes.
Después, Aeromar de 1999 hasta el 2002 operó diariamente un vuelo directo entre la Ciudad de México y San Cristóbal de Las Casas, con salida del D.F., a las 8:50 horas y llegada a San Cristóbal de Las Casas a las 10:50 horas, con un avión ATR-42-500, con capacidad de 42 pasajeros, después fue realizado con la ruta Ciudad de México-San Cristóbal-Comitán, con el mismo itinerario de regreso, posteriormente sólo quedó en la ruta Ciudad de México-San Cristóbal de Las Casas, con horario de salida del D.F., a las 10:20 horas y llegada a San Cristóbal a las 12:20. Sin embargo, en 2002, la empresa determinó dejar de prestar el servicio aéreo a este aeropuerto.
Entre los años 2002 y 2010 sólo se utilizó para recibir vuelos privados.
En 2005, Global Air realizó un viaje de reconocimiento.

## Salubridad
Se realizó un estudio de materia fecal de perros en 13 barrios de la ciudad de San Cristóbal de Las Casas, para conocer la frecuencia de recontaminación causada por Toxocara canis y otros parásitos caninos. Se examinaron con el método de sulfato de zinc 200 muestras de materia fecal recolectadas en diferentes calles, un camellón y un parque de los barrios seleccionados en la ciudad. Se detectaron formas parasitarias en 37 % (n = 74) de las muestras. La frecuencia de huevos de T. canis fue de 19,0 % y la de Ancylostoma caninum, de 18,5 %; la de ooquistes de Isospora canis de 2,5 %. Los resultados indican que la contaminación de los suelos de la ciudad de San Cristóbal de Las Casas con parásitos de cánidos es un riesgo latente para la salud de los habitantes y visitantes de esta ciudad, además de la desagradable imagen que el fecalismo ofrece al turismo nacional y extranjero.[cita requerida]

### Publicaciones locales
Disponibles en el Archivo General e Histórico de Chiapas:
- San Cristóbal de Las Casas y sus alrededores. (1984). Dos Volúmenes. Tuxtla Gutiérrez: Secretaría de Educación y Cultura del Estado de Chiapas. (Monografía de San Cristóbal)
- Santiago Ruiz, Francisco. (1986). Epigrafía de San Cristóbal de Las Casas. Patronato de fray Bartolomé de Las Casas, Chiapas, México. San Cristóbal de Las Casas, México. (Información sobre varios personajes ilustres y viejos edificios).
- San Cristóbal de Las Casas, memorias municipales. (1988). Artículo 115, el cambio estructural en Chiapas: Avances y perspectivas. Centro Estatal de Estudios Municipales de Chiapas. Tuxtla Gutiérrez, Chiapas, México. (Folleto)